# テオドラ・プシッチ
テオドラ・プシッチ（セルビア語: Теодора Пушић、1993年3月12日 - ）はセルビアの女子バレーボール選手。ポジションはリベロ。セルビア代表。

## 来歴
ベオグラード出身。2010年、OKツルヴェナ・ズヴェズダに入団しバレーボール選手としてのキャリアをスタートさせる。同年のU19欧州選手権では銀メダルを獲得した。2015年にOKヴィズラへ移籍した。2017年にセルビア代表に初選出され、同年のワールドグランプリで銅メダルを獲得した。2018年の世界選手権で金メダルを獲得した。2022年、世界選手権で金メダルを獲得し、ベストリベロ賞を受賞した。

## 球歴
- 世界選手権 - 2018年、2022年
- 欧州選手権 - 2017年、2019年
- ネーションズリーグ - 2018年、2019年、2022年
- ワールドカップ - 2019年
- ワールドグランプリ - 2017年

## 所属クラブ
- OKツルヴェナ・ズヴェズダ（2010-2015年）
- OKヴィズラ（2015-2017年）
- Männerturnverein Stuttgart 1843（2017-2018年）
- UVT Agroland Timișoara（2018年）
- CSMトゥルゴヴィシュテ（2019-2021年）
- ドレスナーSC（2021-2022年）
- ラピド・ブカレスト（2022-2023年）
- ヴェロ・バレー・ミラノ（2023-）

## 受賞
- 2022年 - 世界選手権 ベストリベロ賞